# MA78xx

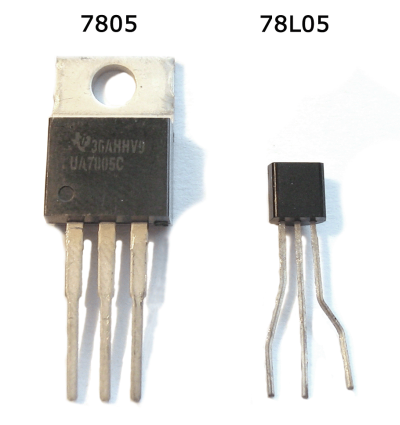
7805 v pouzdrech TO-220 a TO-92

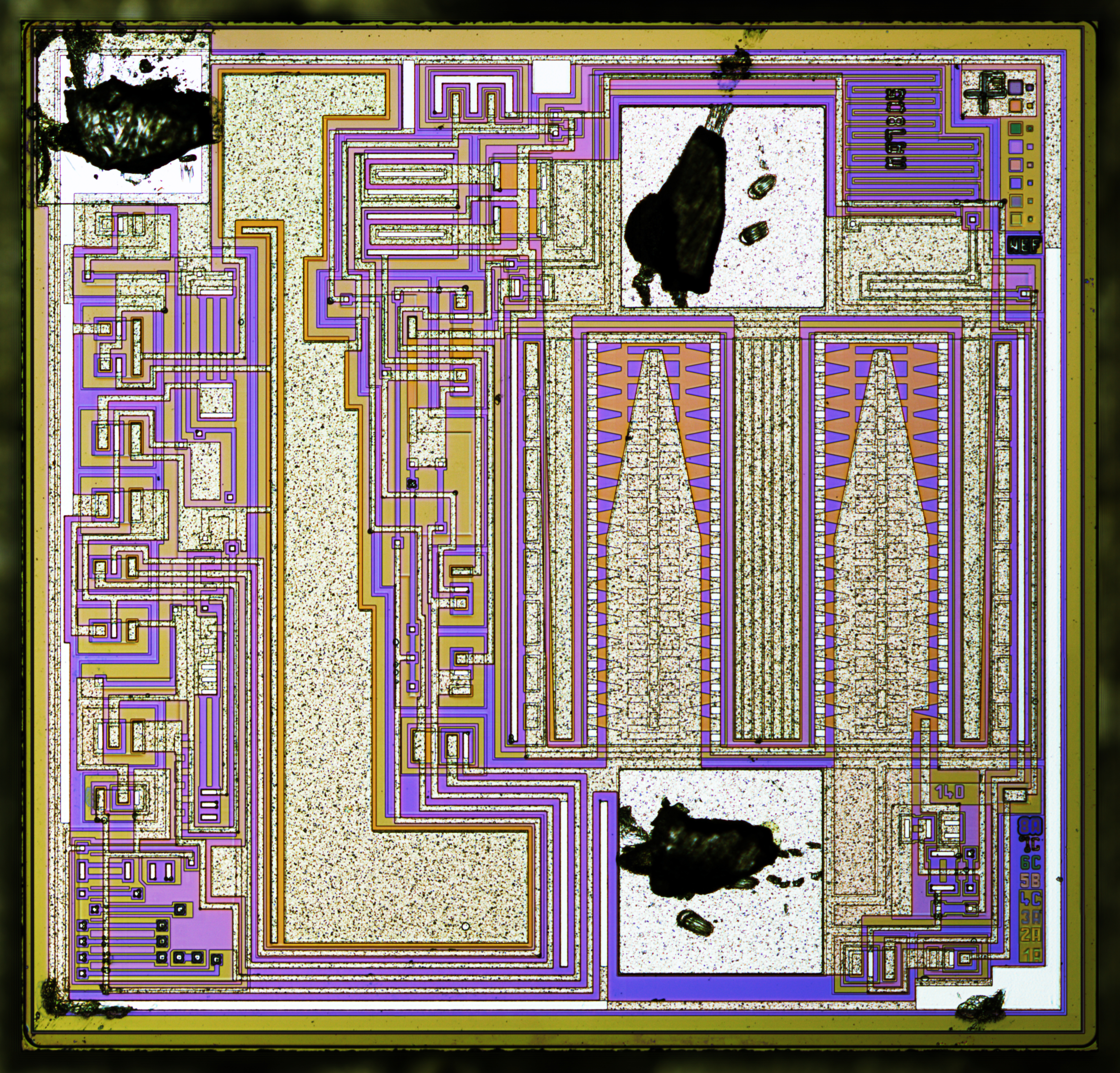
Čip obvodu MA7805 firmy Tesla

MA78xx (L78xx, LM78xx, MC78xx...) je skupina integrovaných lineárních stabilizátorů napětí s pevným výstupním napětím. Díky své snadné použitelnosti a nízké ceně se integrované stabilizátory řady 78xx často používají v elektronických přístrojích vyžadujících stabilizovaný napájecí zdroj.

## Názvosloví a pouzdra
U integrovaných obvodů řady 78xx udávají dvě poslední číslice xx výstupní napětí (tedy 7805 má výstupní napětí 5 voltů, 7812 12 voltů, atd.). Řada 78xx jsou stabilizátory kladného napětí: produkují napětí, které je kladné vůči společné zemi. Existuje obdobná skupina stabilizátorů záporného napětí, řada 79xx. Obvody řad 78xx a 79xx mohou být kombinovány pro získání napětí obou polarit v jednom obvodu.
Obvody 78xx mají tři vývody a obvykle se dodávají v pouzdře TO-220, jsou však také dostupné v pouzdrech TO-92, TO-3 nebo pouzdrech pro povrchovou montáž, např. SOT-23. Rozsah vstupních napětí může být od napětí o 2,5 voltů vyššího než je výstupní napětí stabilizátoru až do 35 nebo 40 voltů podle konkrétního typu obvodu; typický maximální výstupní proud je 1 nebo 1,5 ampéru, ovšem obvody v menších nebo větších pouzdrech mohou mít nižší nebo vyšší maximální povolený výstupní proud.

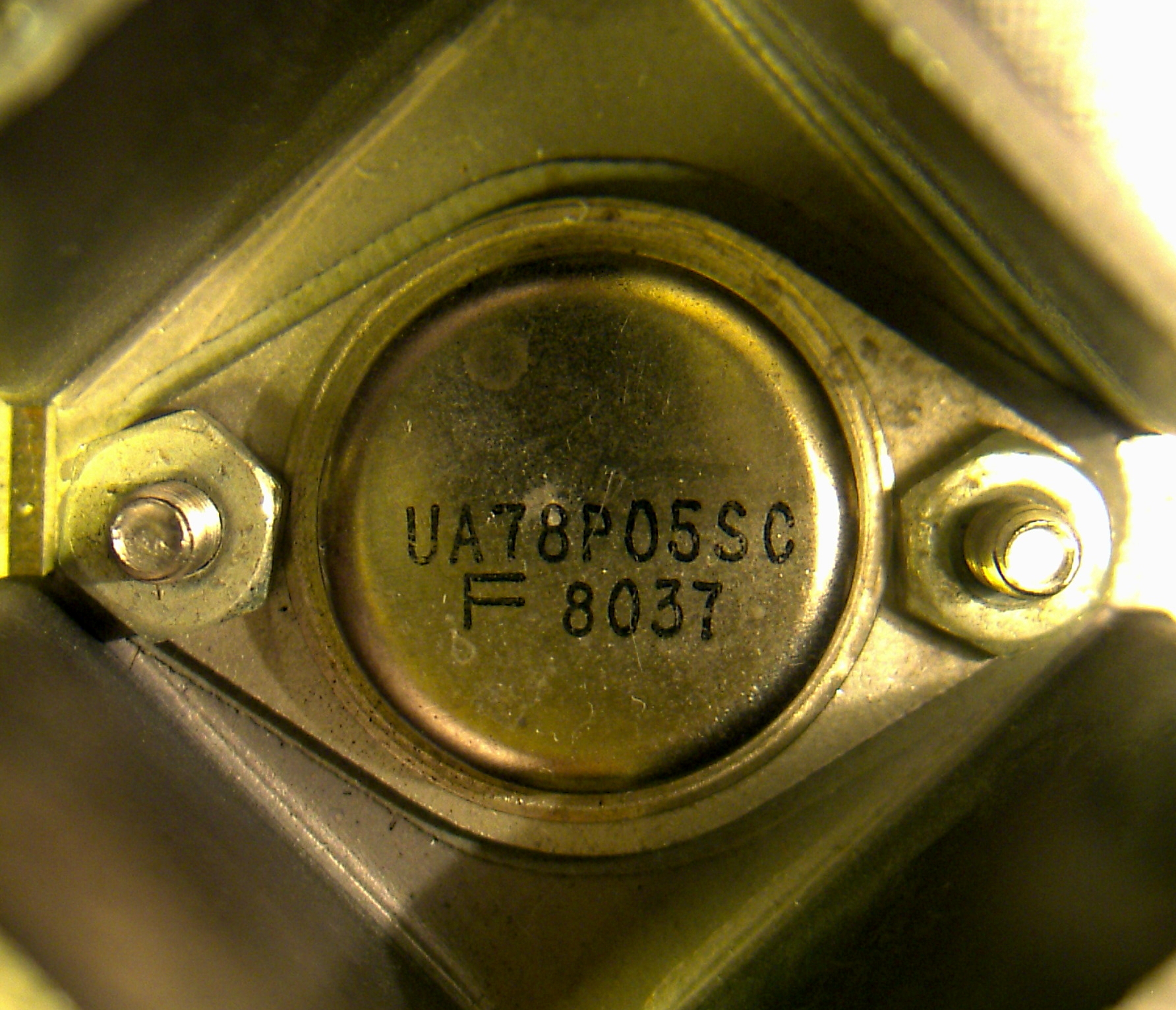
uA78P05 v pouzdře TO-3 na chladiči
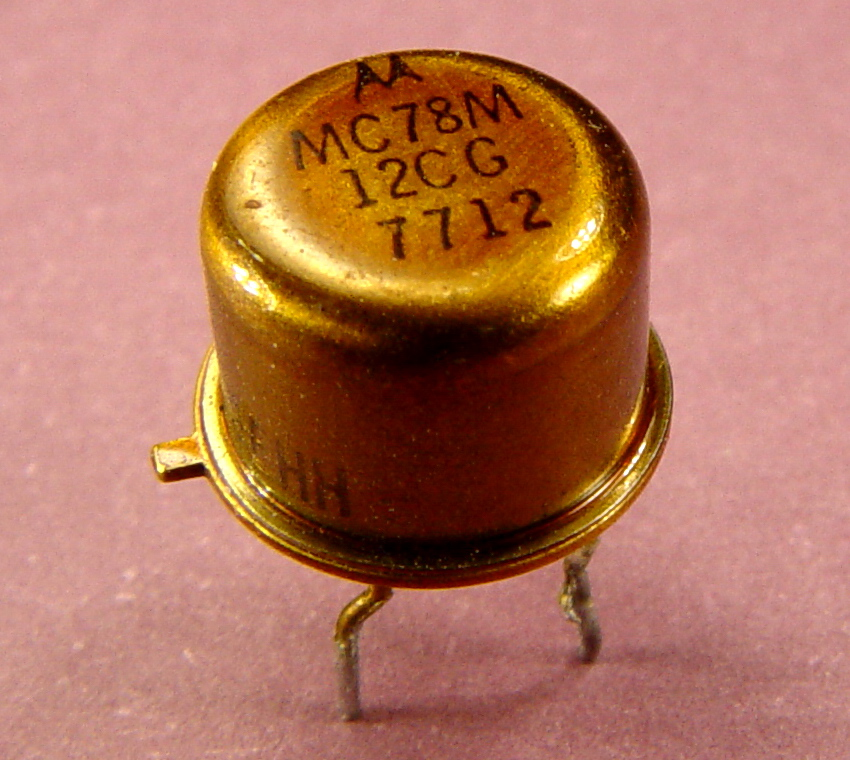
MC78M12CG v pouzdře TO-39
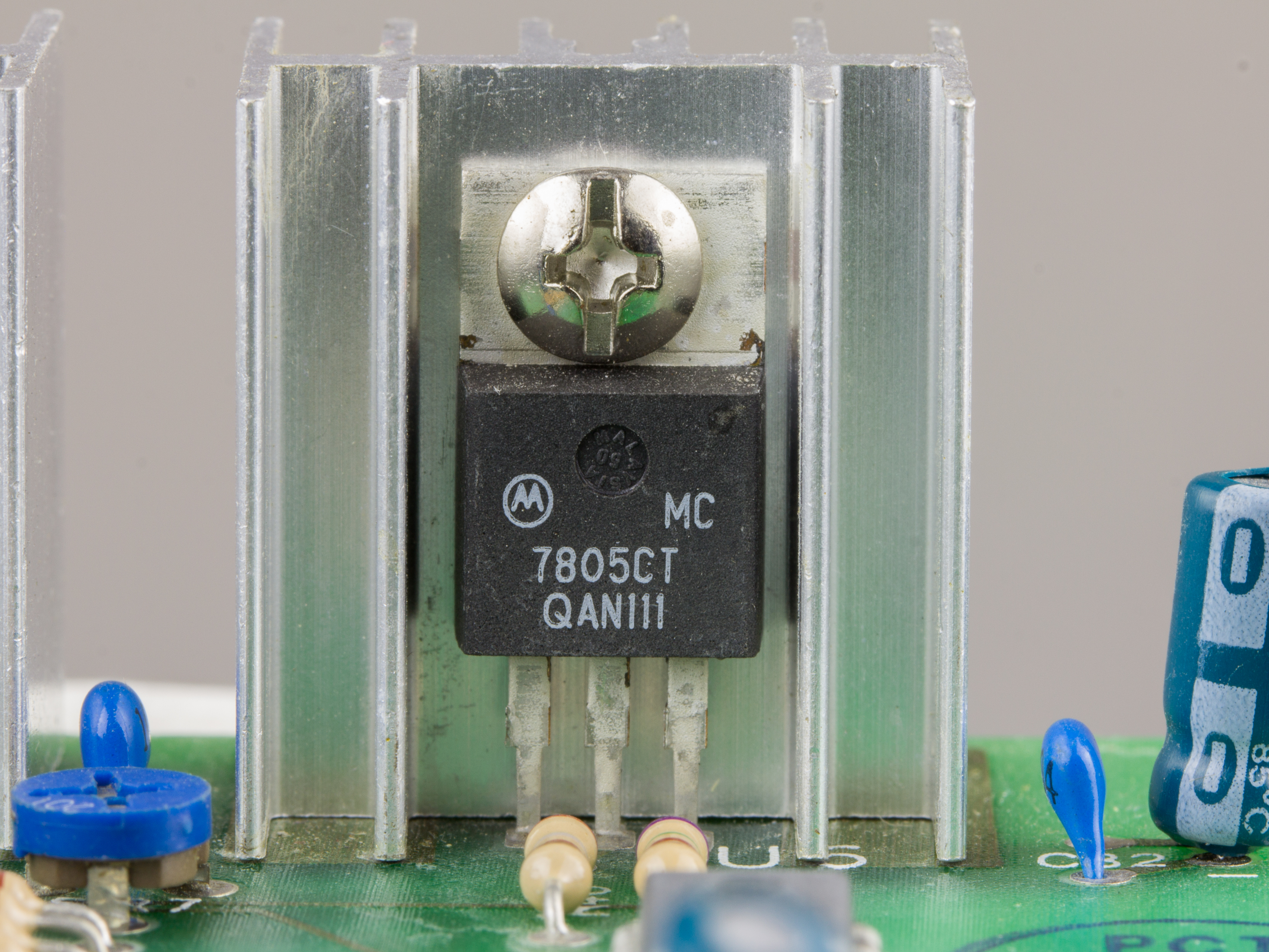
MC7805CT v pouzdře TO-220 na chladiči
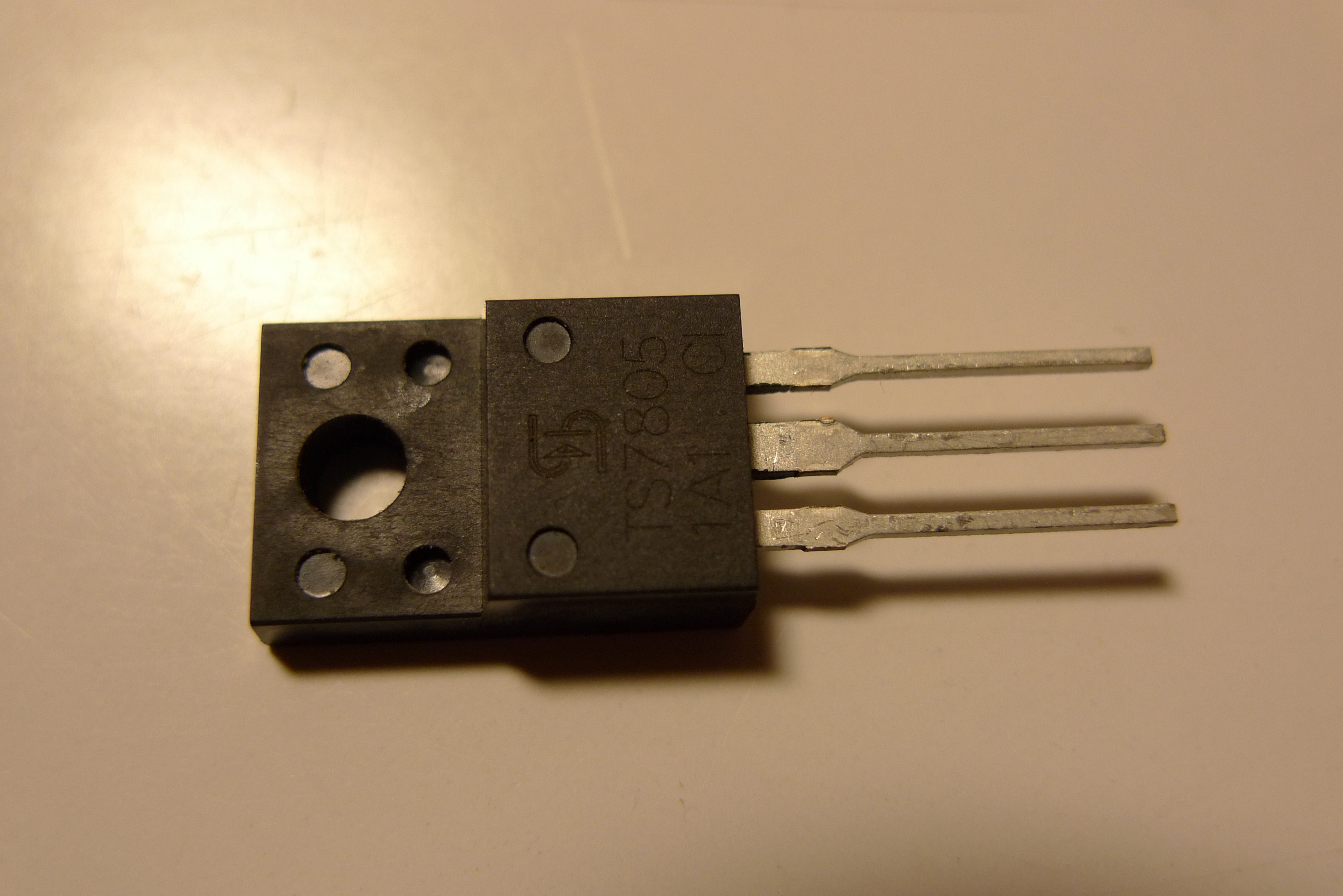
TS7805 v elektricky izolovaném pouzdře TO-220 s otvorem pro přišroubování na chladič
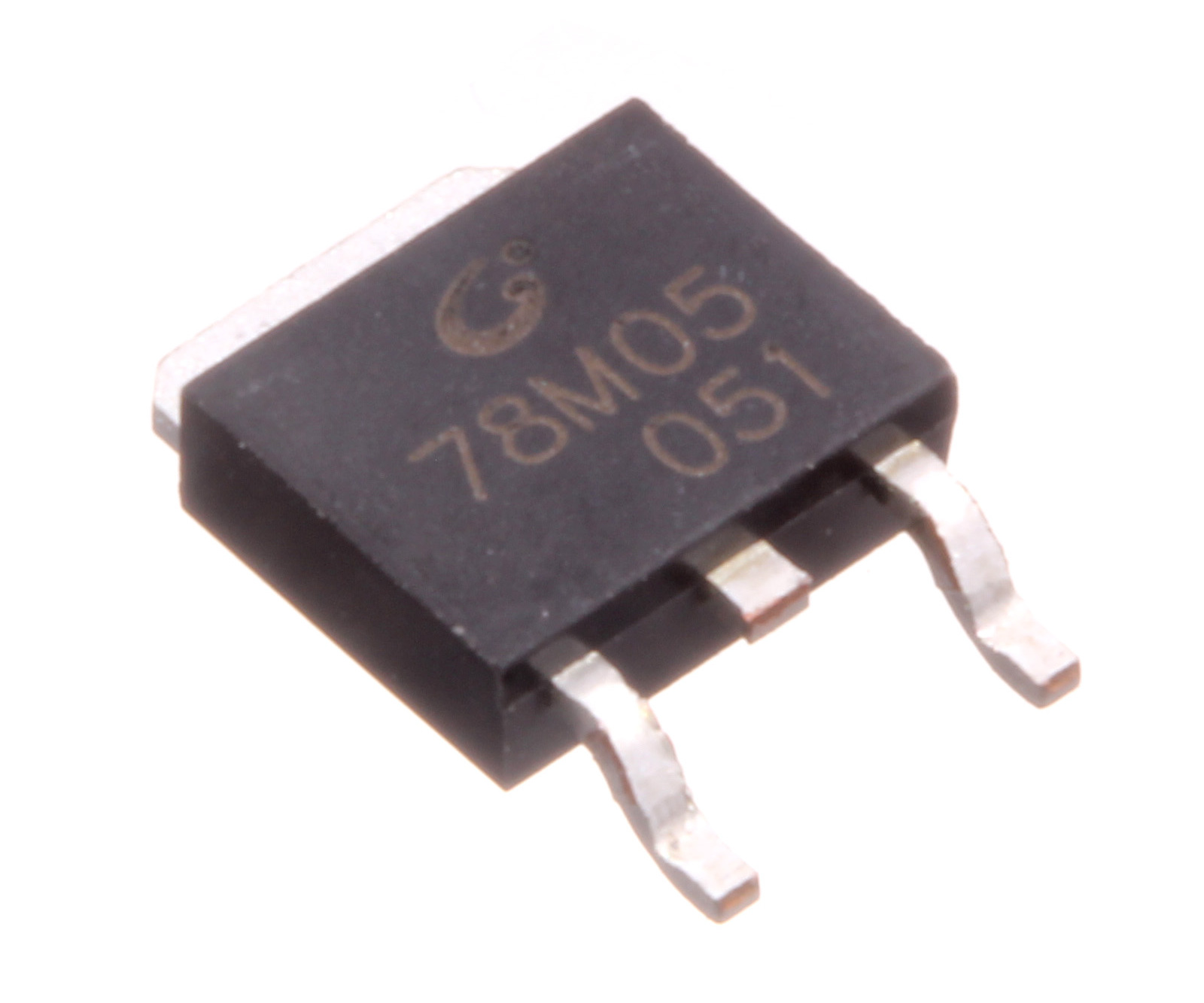
78M05 v pouzdře TO-252 (DPAK) pro povrchovou montáž
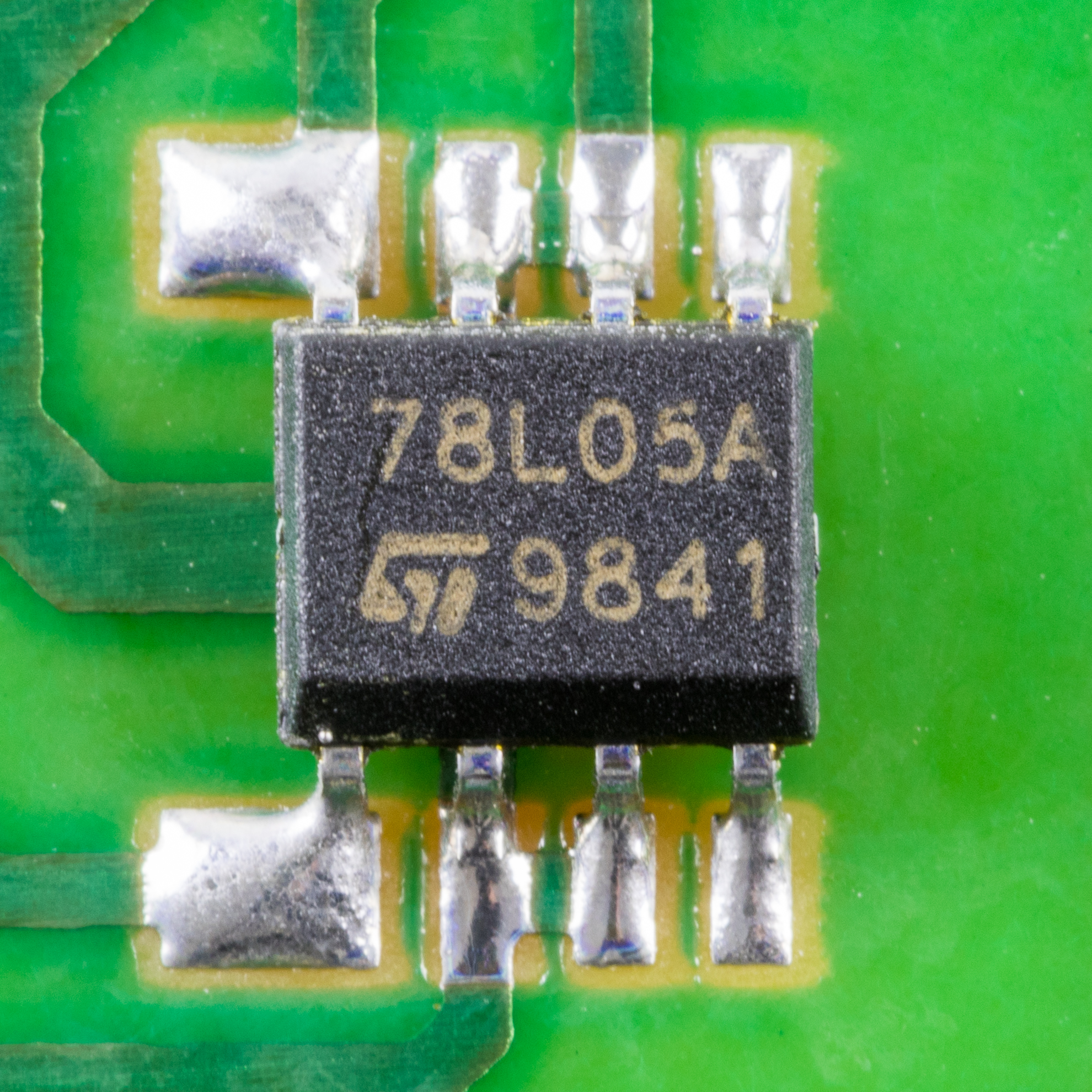
78L05A firmy STMicroelectronics v pouzdře SO-8 pro povrchovou montáž

## Dostupné obvody

Typické zapojení jednoduchého napájecího zdroje s transformátorem, usměrňovacím můstkem, stabilizátorem 78xx, a filtračními kondenzátory

### 78xx
Nejpoužívanější varianty obvodů řady 78xx jsou 7805 (5 V), 7806 (6 V), 7808 (8 V), 7809 (9 V), 7810 (10 V), 7812 (12 V), 7815 (15 V), 7818 (18 V), a 7824 (24 V). Velmi rozšířený je 7805, protože dává stabilizované napětí vhodné pro napájení většiny TTL obvodů.
Méně běžné jsou varianty obvodů s nižším výkonem např. řady LM78Mxx (500 mA) a řada LM78Lxx (100 mA) firmy National Semiconductor. Existují i stabilizátory pro jiná napětí, např. LM78L62 (6,2 voltu) a LM78L82 (8,2 voltu) nebo STMicroelectronics L78L33ACZ (3,3 voltu).
Obvod 7805 byl používán v některých konstrukcích napájecích zdrojů ATX pro výstup +5 VSB (+5 V záložní).

### 79xx
Obvody 79xx mají podobné značení podle výstupního napětí, ale dodávají záporné napětí, například 7905 dodává −5 V a 7912 −12 V.
Obvody 7905 nebo 7912 byly oblíbené v mnoha starších konstrukcích napájecích zdrojů ATX, některé novější napájecí zdroje ATX mohou obsahovat obvod 7912.

### Nepříbuzné obvody
Obvod LM78S40 firmy Fairchild nepatří do skupiny 78xx a nepoužívá stejné obvodové řešení. Je určen pro konstrukci spínaných zdrojů; nejedná se tedy o lineární stabilizátor jako jsou jiné obvody 78xx. Také 7803SR firmy Datel není lineární stabilizátor jako 78xx obvody, ale úplný modul spínaného napájecího zdroje, který byl navržen jako přímá náhrada za obvody 78xx.

## Výhody
- Stabilizátory s obvody 78xx obvykle vyžadují externí kondenzátory, nevyžadují však žádné součástky pro nastavení výstupního napětí.[7] Stabilizované zdroje s obvody řady 78xx jsou oproti konstrukci spínaných napájecích zdrojů jednodušší.[8]
- Obvody řady 78xx mají vestavěnou ochranu proti obvod kreslení příliš mnohem proud. Obsahují proudovou ochranu, ochranu proti přehřívání a zkratu na výstupu, díky čemuž jsou pro většinu aplikací dostatečně odolné.[9]

## Nevýhody
- Vstupní napětí musí vždy být o něco vyšší než výstupní napětí (typicky o 2,5 voltu). Kvůli tomu mohou být tyto obvody nevhodné pro napájení některých zařízení z určitých typů zdrojů (nelze například obvod, který vyžaduje 5 voltů, napájet 6voltovou baterií a stabilizátorem s obvodem 7805).[10] Je-li vstupní napětí blízké výstupnímu, je možné použít místo obvodů řady 78xx použit stabilizátor s nízkým poklesem (LDO) se stejným zapojením vývodů.
- U lineárního stabilizátoru je vstupní proud stejný jako výstupní proud. Vstupní napětí musí vždy být vyšší než výstupní, to znamená, že rozdíl výstupního výkonu a příkonu bude muset být rozptýlen v podobě tepla. To jednak znamená, že některé aplikace budou vyžadovat dostatečný chladič, jednak že část (často podstatná) energie bude promarněna, díky čemuž jsou méně efektivní než některé jiné typy napájecích zdrojů. Je-li vstupní napětí výrazně vyšší než regulované výstupní napětí (například při napájení 7805 zdrojem o napětí 24 voltů), může tato neefektivita představovat velký problém.[11] Proto mohou být vhodnější spínané stabilizátory napětí, protože mají vyšší účinnost a nevyžadují chladič; mohou však být dražší.

#### Datasheety
- Voltage Regulator Databook (Historical 1980), National Semiconductor
- LM78xx / LM340 (positive), Texas Instruments (TI koupila National Semiconductor)
- L78xx (positive), STMicroelectronics
- LM79xx (negative), Texas Instruments
- L79xx (negative), STMicroelectronics